# Superpuchar Europy UEFA 1983
Mecze o Superpuchar Europy 1983 zostały rozegrane 22 listopada i 20 grudnia 1983 roku pomiędzy Hamburger SV, zwycięzcą Pucharu Europy Mistrzów Klubowych 1982/1983 oraz Aberdeen, triumfatorem Pucharu Zdobywców Pucharów 1982/1983. Aberdeen zwyciężyło w dwumeczu 2:0, tym samym wygrywając Superpuchar Europy po raz pierwszy w historii klubu.

## Droga do dwumeczu

### Aberdeen
| Sezon   | Rozgrywki                 | Runda | Przeciwnik           | Dom            | Wyjazd         | Ogólnie        |
| ------- | ------------------------- | ----- | -------------------- | -------------- | -------------- | -------------- |
| 1982/83 | Puchar Zdobywców Pucharów | Q     | FC Sion              | 7–0            | 4–1            | 11–1           |
| 1982/83 | Puchar Zdobywców Pucharów | 1R    | Dinamo Tirana        | 1–0            | 0–0            | 1–0            |
| 1982/83 | Puchar Zdobywców Pucharów | 2R    | Lech Poznań          | 2–0            | 1–0            | 3–0            |
| 1982/83 | Puchar Zdobywców Pucharów | 1/4   | Bayern Monachium     | 3–2            | 0–0            | 3–2            |
| 1982/83 | Puchar Zdobywców Pucharów | 1/2   | Waterschei Thor Genk | 5–1            | 0–1            | 5–2            |
| 1982/83 | Puchar Zdobywców Pucharów | F     | Real Madryt          | 2–1 (N), Dogr. | 2–1 (N), Dogr. | 2–1 (N), Dogr. |

### Hamburger SV
| Sezon   | Rozgrywki     | Runda | Przeciwnik     | Dom     | Wyjazd  | Ogólnie |
| ------- | ------------- | ----- | -------------- | ------- | ------- | ------- |
| 1982/83 | Puchar Europy | 1R    | BFC Dynamo     | 2–0     | 1–1     | 3–1     |
| 1982/83 | Puchar Europy | 2R    | Olympiakos SFP | 1–0     | 4–0     | 5–0     |
| 1982/83 | Puchar Europy | 1/4   | Dynamo Kijów   | 1–2     | 3–0     | 4–2     |
| 1982/83 | Puchar Europy | 1/2   | Real Sociedad  | 2–1     | 1–1     | 3–2     |
| 1982/83 | Puchar Europy | F     | Juventus F.C.  | 1–0 (N) | 1–0 (N) | 1–0 (N) |

## Szczegóły meczu

### Pierwszy mecz
Pierwsze spotkanie finału odbyło się 22 listopada 1983 na Volksparkstadion w Hamburgu. Frekwencja na stadionie wyniosła 15 000 widzów. Mecz sędziował Vojtěch Christov z Czechosłowacji. Mecz zakończył się bezbramkowym remisem. 
| 22 listopada 1983 | Hamburger SV | 0:0Raport | Aberdeen | Volksparkstadion, Hamburg Widzów: 15.000 Sędzia: Vojtěch Christov |
|                   |              |           |          |                                                                   |

| Hamburger SV | Aberdeen |

| Hamburger SV |    |                        |  |     |
|              |    |                        |  |     |
| BR           | 1  | Uli Stein              |  |     |
| OB           | 4  | Ditmar Jakobs          |  |     |
| OB           | 3  | Holger Hieronymus      |  |     |
| OB           | 2  | Bernd Wehmeyer         |  |     |
| OB           | 5  | Michael Schröder       |  |     |
| PO           | 6  | Jürgen Groh            |  |     |
| PO           | 7  | Jimmy Hartwig          |  | 46' |
| PO           | 9  | Felix Magath (c)       |  |     |
| PO           | 8  | Wolfgang Rolff         |  |     |
| NA           | 10 | Dieter Schatzschneider |  |     |
| NA           | 11 | Thomas von Heesen      |  |     |
| Zmiany:      |    |                        |  |     |
| NA           | 12 | Wolfram Wuttke         |  | 46' |
| Trener:      |    |                        |  |     |
| Ernst Happel |    |                        |  |     |

| ABERDEEN      |    |                   |     |
|               |    |                   |     |
| BR            | 1  | Jim Leighton      |     |
| PO            | 2  | Neale Cooper      |     |
| OB            | 3  | Doug Rougvie      | 77' |
| OB            | 5  | Alex McLeish      |     |
| OB            | 6  | Willie Miller (c) |     |
| PO            | 4  | Neil Simpson      |     |
| PO            | 7  | Gordon Strachan   |     |
| PO            | 10 | Dougie Bell       |     |
| NA            | 11 | Peter Weir        |     |
| NA            | 8  | John Hewitt       |     |
| PO            | 9  | Mark McGhee       |     |
| Trener        |    |                   |     |
| Alex Ferguson |    |                   |     |

### Drugi mecz
Drugie spotkanie finału odbyło się 20 grudnia 1983 na Pittodrie Stadium w Aberdeen. Frekwencja na stadionie wyniosła 22 500 widzów. Mecz sędziował Horst Brummeier z Austrii. Mecz zakończył się zwycięstwem Aberdeen 2:0. Bramki dla Aberdeen strzelili Neil Simpson w 47. minucie oraz Mark McGhee w 65. minucie.
| 20 grudnia 1983 | Aberdeen · Simpson 47' · McGhee 65' | 2:00:0Raport | Hamburger SV | Pittodrie Stadium, Aberdeen Widzów: 22.500 Sędzia: Horst Brummeier |
|                 |                                     |              |              |                                                                    |

| Aberdeen | Hamburger SV |

| ABERDEEN      |    |                   |  |     |
|               |    |                   |  |     |
| BR            | 1  | Jim Leighton      |  |     |
| OB            | 2  | Stewart McKimmie  |  |     |
| OB            | 3  | John McMaster     |  |     |
| OB            | 4  | Neil Simpson      |  |     |
| OB            | 5  | Alex McLeish      |  |     |
| PO            | 6  | Willie Miller (c) |  |     |
| PO            | 7  | Gordon Strachan   |  |     |
| PO            | 10 | Dougie Bell       |  |     |
| NA            | 8  | John Hewitt       |  | 65' |
| NA            | 9  | Mark McGhee       |  |     |
| NA            | 11 | Peter Weir        |  |     |
| Zmiany:       |    |                   |  |     |
| NA            | 12 | Eric Black        |  | 65' |
| Trener        |    |                   |  |     |
| Alex Ferguson |    |                   |  |     |

| Hamburger SV |    |                        |  |     |
|              |    |                        |  |     |
| BR           | 1  | Uli Stein              |  |     |
| OB           | 2  | Manfred Kaltz          |  | 68' |
| OB           | 4  | Ditmar Jakobs          |  |     |
| OB           | 3  | Holger Hieronymus      |  |     |
| OB           | 5  | Bernd Wehmeyer         |  |     |
| PO           | 8  | Jürgen Groh            |  |     |
| PO           | 7  | Michael Schröder       |  |     |
| PO           | 6  | Jimmy Hartwig          |  |     |
| PO           | 9  | Felix Magath (c)       |  |     |
| PO           | 10 | Wolfgang Rolff         |  |     |
| NA           | 11 | Dieter Schatzschneider |  | 41' |
| Zmiany:      |    |                        |  |     |
| NA           | 13 | Wolfram Wuttke         |  | 41' |
| PO           | 12 | Allan Hansen           |  | 68' |
| Trener:      |    |                        |  |     |
| Ernst Happel |    |                        |  |     |

| Superpuchar Europy (1983) |
| ------------------------- |
| Szkocja                   |
| Aberdeen Pierwszy Tytuł   |